# Keny Arroyo
Keny Alexander Arroyo Alvarado (Guayaquil, 14 de febrero de 2006) es un futbolista ecuatoriano. Juega como delantero y su equipo actual es el Beşiktaş J. K. de la Superliga de Turquía.

## Trayectoria
A los 10 años se unió a las formativas del Independiente del Valle, fue parte de todas las categorías y fue promovido al primer plantel en 2024, un año antes hizo su debut en el partido final del campeonato 2023.
El 6 de febrero de 2025 se anunció su transferencia al Beşiktaş Jimnastik Kulübü de la Superliga de Turquía, comprando el 50% del pase en un valor cercano a los 6.5 millones de euros y un contrato hasta junio de 2029.

## Selección nacional

### Categorías inferiores
El 5 de enero de 2025 se anunció su convocatoria para disputar el Campeonato Sudamericano Sub-20 en Venezuela.

#### Participaciones en Sudamericanos
| Campeonato                  | Sede      | Resultado    | Partidos | Goles |
| --------------------------- | --------- | ------------ | -------- | ----- |
| Sudamericano Sub-17 de 2023 | Ecuador   | Subcampeón   | 9        | 3     |
| Sudamericano Sub-20 de 2025 | Venezuela | Primera fase | 3        | 1     |

#### Participaciones en Copas del Mundo
| Campeonato                  | Sede      | Resultado        | Partidos | Goles |
| --------------------------- | --------- | ---------------- | -------- | ----- |
| Copa Mundial Sub-17 de 2023 | Indonesia | Octavos de final | 3        | 0     |

### Selección absoluta
Fue llamado por Sebastián Beccacece para ser parte del equipo de sparrings para la doble fecha de las eliminatorias para el Mundial de Canadá, Estados Unidos y México 2026 de octubre de 2024 ante Paraguay y Uruguay. En la previa del partido con Uruguay fue incluido en la nómina oficial y debutaría ante dicho rival ingresando a la variante en el segundo tiempo.

#### Participaciones en eliminatorias mundialistas
| Mundial            | Sede            | Resultado   | Partidos | Goles |
| ------------------ | --------------- | ----------- | -------- | ----- |
| Eliminatorias 2026 | América del Sur | Clasificado | 2        | 0     |

### Partidos internacionales
Actualizado al último partido disputado el 14 de noviembre de 2024.
| \| N.° \| Fecha \| Ciudad \| Rival \| Resultado \| Resultado \| Competencia \| \| --- \| ----------------------- \| ---------- \| ------- \| --------- \| --------- \| ----------------------------- \| \| 1. \| 15 de octubre de 2024 \| Montevideo \| Uruguay \| 0-0 \| Empate \| Eliminatorias al Mundial 2026 \| \| 2. \| 14 de noviembre de 2024 \| Guayaquil \| Bolivia \| 4-0 \| Victoria \| Eliminatorias al Mundial 2026 \| |                         |            |         |           |           |                               |
| N.° | Fecha                   | Ciudad     | Rival   | Resultado | Resultado | Competencia                   |
| 1. | 15 de octubre de 2024   | Montevideo | Uruguay | 0-0       | Empate    | Eliminatorias al Mundial 2026 |
| 2. | 14 de noviembre de 2024 | Guayaquil  | Bolivia | 4-0       | Victoria  | Eliminatorias al Mundial 2026 |

## Estadísticas

### Clubes
Actualizado al último partido disputado el 14 de agosto de 2025.
| Club                              | Div.          | Temporada     | Liga  | Liga  | Liga   | Copas nacionales | Copas nacionales | Copas nacionales | Copas internacionales | Copas internacionales | Copas internacionales | Total | Total | Total  |
| Club                              | Div.          | Temporada     | Part. | Goles | Asist. | Part.            | Goles            | Asist.           | Part.                 | Goles                 | Asist.                | Part. | Goles | Asist. |
| --------------------------------- | ------------- | ------------- | ----- | ----- | ------ | ---------------- | ---------------- | ---------------- | --------------------- | --------------------- | --------------------- | ----- | ----- | ------ |
| Independiente del Valle · Ecuador | 1.ª           | 2023          | 1     | 0     | 0      | —                | —                | —                | 0                     | 0                     | 0                     | 1     | 0     | 0      |
| Independiente del Valle · Ecuador | 1.ª           | 2024          | 30    | 3     | 8      | 6                | 1                | 0                | 7                     | 0                     | 0                     | 43    | 4     | 8      |
| Independiente del Valle · Ecuador | Total club    | Total club    | 31    | 3     | 8      | 6                | 1                | 0                | 7                     | 0                     | 0                     | 44    | 4     | 8      |
| Beşiktaş J. K. Turquía            | 1.ª           | 2024-25       | 11    | 1     | 0      | 1                | 1                | 0                | —                     | —                     | —                     | 12    | 2     | 0      |
| Beşiktaş J. K. Turquía            | 1.ª           | 2025-26       | 0     | 0     | 0      | 0                | 0                | 0                | 2                     | 0                     | 0                     | 2     | 0     | 0      |
| Beşiktaş J. K. Turquía            | Total club    | Total club    | 11    | 1     | 0      | 1                | 1                | 0                | 2                     | 0                     | 0                     | 14    | 2     | 0      |
| Total carrera                     | Total carrera | Total carrera | 42    | 4     | 8      | 7                | 2                | 0                | 9                     | 0                     | 0                     | 58    | 6     | 8      |
| 1. 2.                             |               |               |       |       |        |                  |                  |                  |                       |                       |                       |       |       |        |

### Selección
Actualizado al último partido disputado el 1 de febrero de 2025.
| Selección       | Año             | Amistosos | Amistosos | Amistosos | Continental | Continental | Continental | Mundial | Mundial | Mundial | Total | Total | Total  | Media goleadora |
| Selección       | Año             | Part.     | Goles     | Asist.    | Part.       | Goles       | Asist.      | Part.   | Goles   | Asist.  | Part. | Goles | Asist. | Media goleadora |
| --------------- | --------------- | --------- | --------- | --------- | ----------- | ----------- | ----------- | ------- | ------- | ------- | ----- | ----- | ------ | --------------- |
| Sub-17          | 2022            | 2         | 1         | 1         | —           | —           | —           | —       | —       | —       | 2     | 1     | 1      | 0.5             |
| Sub-17          | 2023            | —         | —         | —         | 9           | 3           | 0           | 3       | 0       | 0       | 12    | 3     | 0      | 0.25            |
| Sub-17          | Total           | 2         | 1         | 1         | 9           | 3           | 0           | 3       | 0       | 0       | 14    | 4     | 1      | 0.29            |
| Sub-20          | 2025            | —         | —         | —         | 3           | 1           | 1           | —       | —       | —       | 3     | 1     | 1      | 0.33            |
| Absoluta        | 2024            | —         | —         | —         | 2           | 0           | 0           | —       | —       | —       | 2     | 0     | 0      | 0               |
| Total selección | Total selección | 2         | 1         | 1         | 14          | 4           | 1           | 3       | 0       | 0       | 19    | 5     | 2      | 0.26            |
| 1. 2.           |                 |           |           |           |             |             |             |         |         |         |       |       |        |                 |

## Palmarés

### Distinciones individuales
| Distinción                               | Año  |
| ---------------------------------------- | ---- |
| Jugador revelación de la LigaPro Serie A | 2024 |